# Trichoreninus imbricatus
Trichoreninus imbricatus är en skalbaggsart som beskrevs av Lewis 1893. Trichoreninus imbricatus ingår i släktet Trichoreninus och familjen stumpbaggar. Inga underarter finns listade i Catalogue of Life.